# 维尔吉纳
维尔吉纳（希臘語： [verˈʝina]）是希腊北部的一座小镇，位于中马其顿伊馬夏州的韦里亚。1922年，该镇在《洛桑条约》余波导致的人口变动中建立，后因凯利克雷特计划并入韦里亚中。当前，维尔吉纳是韦里亚的一个自治社区（municipal unit），面积69.047公里。
维尔吉纳以古艾加伊城或埃格（Aigai，拉丁化转写：Aegae）遗址而著称, 它曾是馬其頓王國的第一个首都。公元前336年，腓力二世就在此城的剧院被暗杀，而后亚历山大大帝被宣布为国王。该遗址于1976年被发现，并在考古学家Manolis Andronikos的带领下进行了挖掘。考古挖掘工作发现了包括亚历山大大帝父亲腓力二世在内的诸多马其顿王国国王的的墓地。不同于许多其它古代国王墓地，此处遗址没有受到打扰或是掠夺。现建有维尔吉纳考古博物馆，收藏了现场发现的所有文物，是希腊最重要的博物馆之一。
艾加伊城考古遗址被联合国教科文组织授予世界遗产，称其是“欧洲文明从古代城邦向古希腊和古罗马时期的帝国结构过渡的的重大发展的特殊见证”。